# Пегава хијена
Пегава хијена (Crocuta crocuta) је врста сисара из реда звери и породице хијена (Hyaenidae).

## Распрострањење
Ареал пегаве хијене обухвата већи број држава.
Врста је присутна у Египту, Судану, Алжиру, Етиопији, Јужноафричкој Републици, Анголи, Кенији, Танзанији, Боцвани, Централноафричкој Републици, Чаду, Џибутију, Еритреји, Габону, Лесоту, Либерији, Намибији, Тогу, Мауританији, Малију, Нигеру, Нигерији, Камеруну, ДР Конгу, Републици Конго, Сомалији, Замбији, Зимбабвеу, Бенину, Буркини Фасо, Бурундију, Обали Слоноваче, Екваторијалној Гвинеји, Гани, Гвинеји, Гвинеји Бисао, Малавију, Руанди, Сенегалу, Сијера Леонеу, Свазиленду и Уганди.

## Станиште
Станишта врсте су шуме, саване, полупустиње и пустиње.

## Угроженост
Ова врста је наведена као последња брига, јер има широко распрострањење и честа је врста.